# Wilhelm Hugo Ferdinand von Schulz
Wilhelm Hugo Ferdinand von Schulz (* 19. Juni 1811 in Berlin; † 14. November 1891 in Minden) war ein königlich preußischer Generalleutnant und zuletzt Chef des Ingenieur- und Pionierkorps. Am 16. Juni 1871 wurde er nobilitiert.

## Herkunft
Seine Eltern waren Friedrich Wilhelm Schulz (* 9. Februar 1784; † 15. Oktober 1869)  und dessen Ehefrau Dorothea Frederike Wagner († 6. Juli 1815). Sein Vater war preußischer Oberst und zuletzt Ingenieur-Offizier vom Platz der Festung Wesel.

## Leben
Er ging ab 1825 auf das Friedrich-Wilhelm-Gymnasium in Köln und trat nach seinem Abschluss am 1. August 1828 in die 4. Pionier-Abteilung ein. Von dort wurde er am 1. Oktober 1829 in die Vereinigte Artillerie- und Ingenieurschule abkommandiert. Am 22. Dezember 1829 zum Portepeefähnrich ernannt wurde er am 26. Dezember 1831 als Seconde-Lieutenant in die 3. Ingenieur-Inspektion aggregiert, am 7. Januar 1832 wurde er in die 8. Pionier-Abteilung und am 7. November 1832 in die 7. Pionier-Abteilung versetzt und dort am 10. September 1833 einrangiert. Er wurde am 7. November 1835 zum Adjutanten der 7. Pionier-Abteilung ernannt und am 21. April 1838 zum Fortifikationsdiensten nach Mainz geschickt. Am 19. Januar 1844 wurde er dann Adjutant der 5. Festungsinspektion und am 28. März 1844 zum Premier-Lieutenant befördert. Er kam am 20. April 1847 in die Reserve-Pionierkompanie der Festung Luxemburg, wo er am 29. August 1848 Hauptmann und Kommandeur der 2. Kompanie der 8. Pionier-Abteilung wurde. Während der Badischen Revolution von 1849 kämpfte er in den Gefechten bei Philippsburg, Waghäusel, Durlach und Kuppenheim.
Anschließend wurde er am 2. Dezember 1852 Kommandeur der 4. Pionierabteilung und am 20. März 1856 als Ingenieur-Offizier vom Platz in die Festung Minden versetzt. Dort wurde er am 30. April 1857 zum Major ernannt und am 27. Februar 1858 als Geniedirektor nach Luxemburg versetzt. Von Luxemburg kam er am 8. Februar 1861 als Geniedirektor in die Festung Mainz, wo er am 18. Oktober 1861 zum Oberstleutnant befördert wurde. Am 18. Januar 1863 mit dem Roten Adlerorden 3. Klasse mit Schleife ausgezeichnet, wurde er am 22. September 1863 zum Oberst ernannt und am 28. Oktober 1863 als Inspekteur in die 5. Festungsinspektion versetzt. Am 13. Januar 1866 kam er noch als Inspekteur in die 2. Pionier-Inspektion. Während der Mobilmachung zum Deutschen Krieg wurde er am 9. Mai 1866 zum Ingenieur-Offizier des mobilen VI. Armeekorps ernannt und nahm an der Schlacht bei Königgrätz teil. Nach dem Krieg wurde er am 8. September 1866 wieder Inspekteur der 2. Pionier-Inspektion.
Für seine Leistung erhielt er am 20. September 1866 den Kronen-Orden 2. Klasse mit Schwertern. Außerdem erfolgte am 31. Dezember 1866 seine Beförderung zum Generalmajor mit Patent zum 30. Oktober 1866. Am 17. Oktober 1867 wurde er Inspekteur der 2. Ingenieur-Inspektion und am 9. November 1867 als Präses der Prüfungskommission für Hauptleute und Premier-Lieutenant des Ingenieurkorps. Am 23. Januar 1870 wurde er dann auch mit dem Roten Adlerorden 2. Klasse mit Eichenlaub ausgezeichnet. Bei der Mobilmachung zum Deutsch-Französischen Krieg wurde er am 18. Juli 1870 zum Kommandeur der Ingenieure und Pioniere beim Oberkommando der 3. Armee ernannt. Während des Krieges kämpfte er bei Weißenburg, Wörth und Sedan, wo er sich das Eiserne Kreuz 2. Klasse erwarb. Ferner befand er sich bei den Belagerungen von Straßburg und Paris. Bereits am 12. November 1870 wurde ihm das Großkreuz des bayrischen Militär-Verdienst-Ordens verliehen. Am 18. Januar 1871 bekam er das Eiserne Kreuz 1. Klasse und am 23. Januar 1871 das Großkreuz des württembergischen Friedrichs-Ordens mit Schwertern.
Anschließend wurde er am 8. April 1871 wieder Inspekteur in der 2. Ingenieur-Inspektion. Am 16. Juni 1871 erhielt er den preußischen Adelsstand und am 18. August 1871 auch die Beförderung zum Generalleutnant. Ferner wurde er am 10. Oktober 1871 mit dem sächsischen Albrechts-Orden ausgezeichnet. Er erhielt am 11. Januar 1873 noch die Geschäfte des Chefs des Ingenieur- und Pionierkorps übertragen, am 18. Januar 1873 den Stern zum Roten Adlerorden, bevor er am 2. März 1873 mit Pension zur Disposition gestellt wurde. Am 18. Oktober 1878 bekam er noch den Roten Adlerorden 1. Klasse mit Eichenlaub und Schwertern am Ring. Er starb am 14. November 1891 in Minden.

## Familie
Er heiratete am 4. Juli 1840 in Erfurt Marie Sophie Therese Schönermark (* 4. September 1820; † 23. Juni 1901), eine Tochter des Oberst Johann Karl Schönermark. Die Ehe blieb kinderlos.